# Butte County (Idaho)

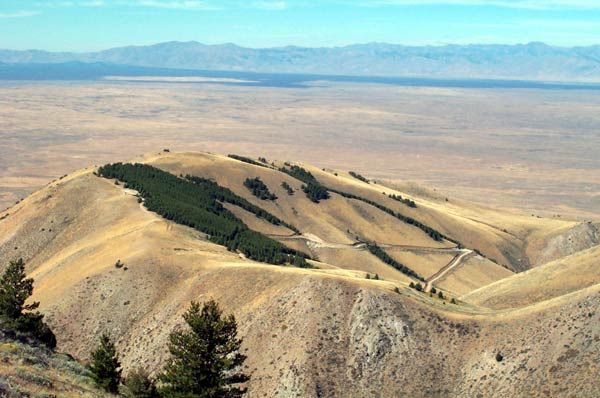
De "Big Southern Butte"

Butte County is een county in de Amerikaanse staat Idaho.
De county heeft een landoppervlakte van 5.783 km² en telt 2.899 inwoners (volkstelling 2000). De hoofdplaats is Arco.